# Macroglossum incredibile
Macroglossum incredibile là một loài bướm đêm thuộc họ Sphingidae.